# Viaducto Bicentenario

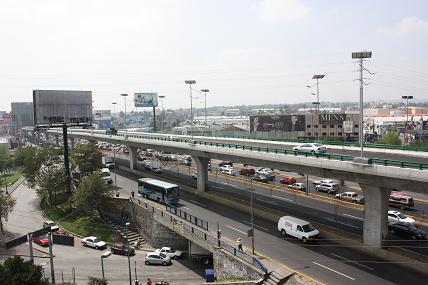
Vista del Viaducto Bicentenario, a la altura de la avenida 1o de Mayo.

El Viaducto Bicentenario o Viaducto Elevado Bicentenario es una estructura vial que une varios municipios de la zona conurbada del estado de México con la Ciudad de México. Su trayecto va desde la zona industrial conocida como Lechería, en Cuautitlán Izcalli, hasta la zona de Cuatro Caminos, donde se conecta con el Periférico Boulevard Manuel Ávila Camacho y la avenida Río San Joaquín, aunque algunos accesos intermedios se encuentran inconclusos así como el sentido de regreso. Se planeó que el proyecto completo se extendería por 23 kilómetros hasta la población de Tepotzotlán.

## Descripción y concepto
Esta obra, construida durante la gubernatura de Enrique Peña Nieto, tendrá una longitud de 32 km, que va desde Toreo de Cuatro Caminos hasta Tepotzotlán, recorrido que se hacía en dos horas, se puede hacer, desde su inauguración, en 30 minutos.[cita requerida]
El viaducto se ubica hasta siete metros de altura sobre Periférico norte, y tiene distribuidores viales en Cuatro Caminos, así como en las avenidas Río San Joaquín, Gustavo Baz, Lomas Verdes y Circuito Ingenieros. Más al norte, los automovilistas pueden incorporarse en Santa Mónica, Valle Dorado, en la calzada Vallejo, Lago de Guadalupe, Perinorte, Autopista Chamapa-Lechería, en la avenida José López Portillo y en Tepalcapa.[cita requerida]

### La concesión
La constructora española OHL, que comprende las empresas Controladora de Operaciones de Infraestructura, S.A. de C.V., y Promotora del Desarrollo de América Latina, S.A. de C.V., resultó vencedora en el concurso de licitación para la construcción de la primera etapa del Viaducto Bicentenario, que contó con una inversión de $3,923 millones de pesos.[cita requerida]
El proyecto presentado por OHL obtuvo la mayor calificación en el concurso, que estuvo por encima de IDEAL, del empresario Carlos Slim, e ICA, de Bernardo Quintana. 55 puntos de su calificación se basó en el diseño arquitectónico. Pero la decisión final influyó en la menor cuota de peaje, $1.20 pesos por kilómetro recorrido por OHL, IDEAL ($2.20 pesos) e ICA ($3.24 pesos).[cita requerida]
Para poder circular por esta vialidad se adquiere un dispositivo electrónico llamado TAG-VR especial (similar al utilizado en las autopistas urbanas de Santiago en Chile), y este mismo tiene un costo por activación, en donde se almacenan los datos del vehículo, además de las recargas para comprar tiempo de tránsito o tiempo de recorrido, según las circunstancias.[cita requerida]
La empresa Aleática (antes OHL México) explota la obra desde el 2009, gracias a una concesión otorgada por el gobierno del Estado de México en el 2008. En el 2022, el Congreso del estado de México presentó un punto de acuerdo para que el Congreso estatal solicite a Jorge Nuño, titular de la Secretaría de Infraestructura, Comunicaciones y Transportes, que se recupere el Viaducto Elevado Bicentenario, pues se demostró legalmente que es un bien nacional de uso común, de dominio y jurisdicción federal, por ser parte de la carretera México-Querétaro, para impedir que Aleática siga obteniendo un beneficio económico (casi mil millones de pesos al año, desde el 2009) a partir de la comisión de un delito que genera un daño a la ciudadanía. Faustino de la Cruz, diputado de Morena, informó que la concesión otorgada es inconstitucional. El 22 de octubre del 2022, el cuarto tribunal colegiado del segundo circuito resolvió un amparo que promovió Paulo Jenaro Diez Gargari, abogado.

## Etapas de construcción
Según el sitio web oficial del Viaducto Bicentenario, el proyecto se desarrolló en tres etapas:
- Etapa I - Construcción del tramo de sur a norte (22 km de longitud) con inicio en el Toreo de Cuatro Caminos y terminación en Tepalcapa.
- Etapa II - Construcción del tramo de norte a sur (22 km de longitud) de Tepalcapa al Toreo de Cuatro Caminos.
- Etapa III - Tramos de 10 km de longitud de Tepalcapa a Tepotzotlán en ambos sentidos.

Hasta el 5 de julio de 2017, se encontraban realizadas la Etapa I y parte de la Etapa II, sin que se mostraba actividad en las partes inconclusas de la obra ni se hayan anunciado fechas para la terminación de la Etapa II y la Etapa III. La empresa Aleática se comprometió a construir dos estructuras sobre el Periférico Norte, pero únicamente construyó una y, a pesar del incumplimiento, el gobierno del estado de México no le retiró la concesión.
El estado inconcluso de la vía en sentido de regreso hacia la Ciudad de México también puede deberse a discrepancias con vecinos de las zonas de Santa Mónica/Viveros/Pirules y parte de Valle Dorado (en la zona de Tlalnepantla) y en ciertas secciones de Ciudad Satélite (zona comprendida desde el límite con Tlalnepantla hasta la zona de Lomas Verdes), donde también se encuentran las Torres de Satélite, situación que estuvo contemplada como polémica, al pensar que se les demoleria para que este viaducto pasara. A fecha de hoy no se tiene claro cuándo podría continuar la construcción de la segunda y terceras etapas.[cita requerida]
Aún no se ha definido cómo construir el segundo cuerpo del Viaducto Bicentenario, puesto que en el tramo comprendido entre Ciudad Satélite y Lomas Verdes para ambos sentidos (reversible) solo comprende el paso superficial en dicha avenida pero aún no se define cómo construir el cuerpo que falta para darle fluidez ida y vuelta, como originalmente se había planeado, debido a las distintas disputas entre la empresa concesionaria y el colectivo de Colonos de Ciudad Satélite, así como las zonas aledañas con las que se requiere llegar a una solución, ya que, si se manifiesta interés para que la vía pueda ocuparse en sentido completo y a su vez pueda ocupares de manera continua en ambos sentidos (situación similar a la del Maxitunel Acapulco).[cita requerida]